# 1565 en science
| Années de la science : 1562 - 1563 - 1564 - 1565 - 1566 - 1567 - 1568    |
| Décennies de la science : 1530 - 1540 - 1550 - 1560 - 1570 - 1580 - 1590 |

Cet article présente les faits marquants de l'année 1565 en science.

## Événements
- Le Royal College of Physicians de Londres donne des conférences anatomiques pendant lesquelles il effectue des dissections humaines[1].

## Publications
- Hadrianus Junius : Nomenclator omnium rerum propria nomina variis linguis explicata indicans 1531-1552 ; (Version latine : 1565, 1566, 1569, 1575, 1585 ; Version française : 1567, 1570 et 1575). Manuel de linguistique ;
- Niccolo Fontana Tartaglia : De insidentibus aquæ et De ponderositate, 1565, posthume.
- Nicolás Monardes : Dos libros (Historia medicinal de las cosas que se traen de nuestras Indias Occidentales), à Séville.

## Naissances

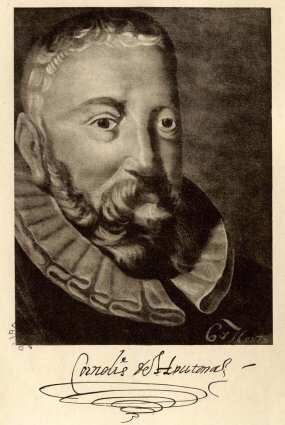
Cornelis de Houtman

- 2 avril : Cornelis de Houtman (mort en 1596) explorateur néerlandais. Il découvrit une nouvelle route maritime reliant l'Indonésie et l'Europe
- 14 novembre : Pierre Bertius (mort en 1629), mathématicien et cartographe néerlandais.
- Date précise inconnue ou non renseignée :
  - Edward Brerewood (mort en 1613), érudit, mathématicien et antiquaire anglais.
  - Pedro Fernández de Quirós (mort en 1614), navigateur portugais au service de l'Espagne.

## Décès
- 5 octobre : Ludovico Ferrari (né en 1522), mathématicien italien.
- 12 octobre : Jean Ribault (né en 1520), capitaine de marine et explorateur français.
- Octobre : Pasquier Duhamel, mathématicien français.
- 13 décembre : Conrad Gessner (né en 1516), naturaliste suisse.
- Date précise inconnue ou non renseignée :
  - Jean-François du Soleil, mathématicien, astronome et ingénieur français, né en 1490.